# Maksym Burbak
Maksym Jurijowycz Burbak, ukr. Максим Юрійович Бурбак (ur. 13 stycznia 1976 w Czerniowcach) – ukraiński prawnik, przedsiębiorca i polityk, poseł do Rady Najwyższej, w 2014 minister infrastruktury.

## Życiorys
W 1998 ukończył studia prawnicze na Czerniowieckim Uniwersytecie Narodowym im. Jurija Fedkowycza. Pracował w sektorze prywatnym, m.in. na kierowniczych stanowiskach w spółkach prawa handlowego.
Zaangażował się w działalność polityczną w ramach Frontu Zmian, w którym kierował regionalnymi strukturami w obwodzie czerniowieckim. W 2010 został wybrany na radnego rady regionalnej, a w 2012 wszedł w skład Rady Najwyższej VII kadencji z ramienia jednoczącej środowiska opozycyjne Batkiwszczyny.
27 lutego 2014, po wydarzeniach Euromajdanu, Maksym Burbak objął urząd ministra infrastruktury w rządzie Arsenija Jaceniuka. We wrześniu 2014 dołączył do Frontu Ludowego, na czele którego stanął urzędujący premier. W wyborach z października tegoż roku uzyskał mandat posła VIII kadencji. 2 grudnia 2014 zakończył urzędowanie na stanowisku ministra.